# Zorro – Spiel mir das Lied der Wollust
Zorro – Spiel mir das Lied der Wollust (Originaltitel: Les aventures galantes de Zorro) ist ein französisch-belgischer Sexfilm aus dem Jahr 1972 im Gewand eines Abenteuerfilmes, den Gilbert Roussel inszenierte. Das Drehbuch basiert lose auf der Zorro-Geschichte The Curse of Capistrano von Johnston McCulley.

## Handlung
Kalifornien: Während Don Manuel mit eiserner Hand die Armen terrorisiert, betrügt ihn Zorro mit seiner Frau. Deshalb jagt Don Manuel mit seinen Häschern Zorro durch das ganze Land. Nach jedem Duell hat Zorro Geschlechtsverkehr mit Witwen und weiblichen, jungen Bedrängten, denn unter der Maske verwandelt er sich in einen sexlüsternen Abenteurer. Auf einem von Don Manuel organisierten Maskenball nutzt ein falscher Zorro die Gelegenheit, mit vielen Damen auf einmal Geschlechtsverkehr zu haben, während der echte Zorro dem anwesenden Botschafter des Königs Beweise für die Taten Don Manuels vorlegt. Anschließend hat Zorro Geschlechtsverkehr mit der Frau des Botschafters.

## Kritik
Das Lexikon des internationalen Films sah ein „plattes Serienfabrikat“.